# Kính hiển vi dập tắt cưỡng bức

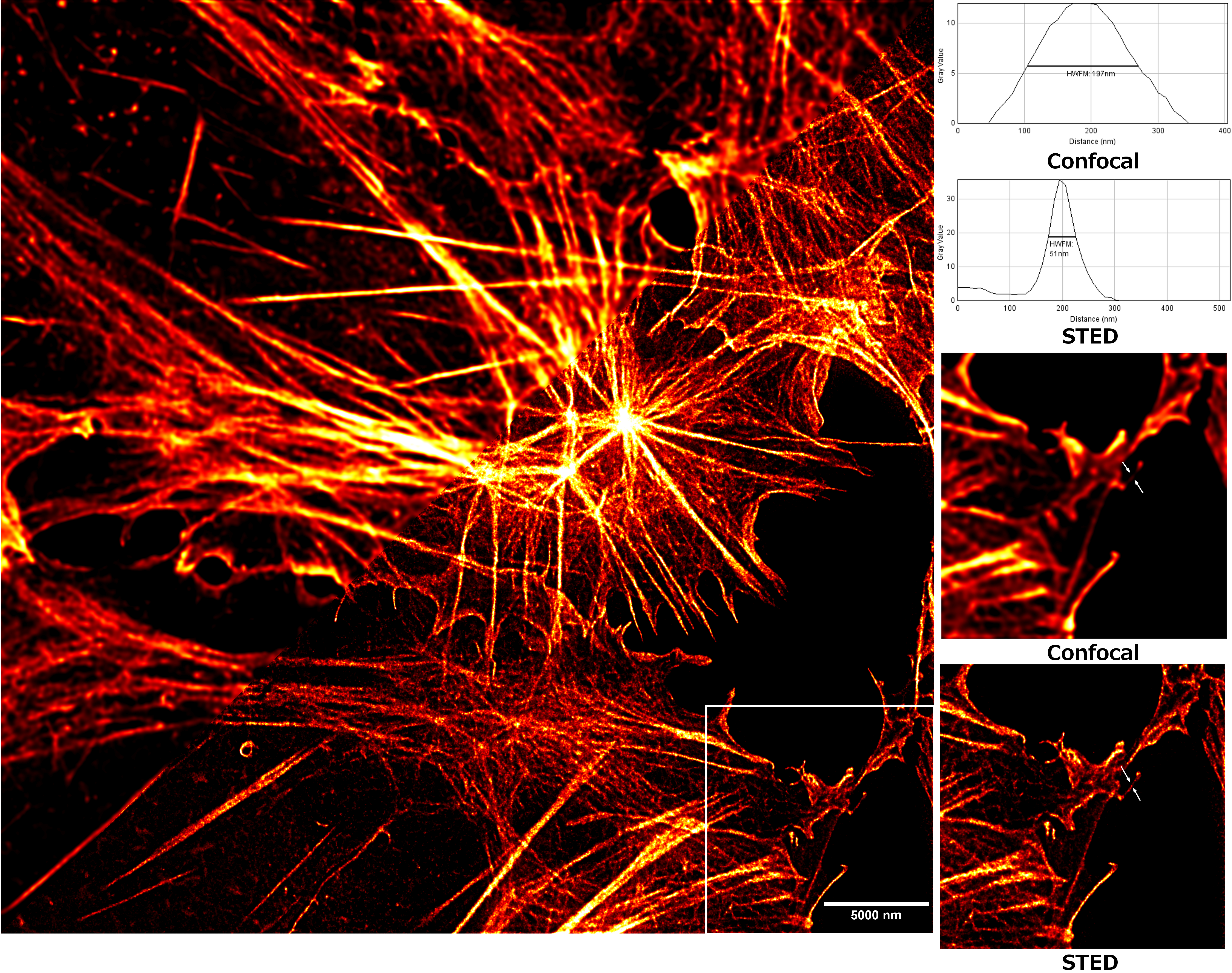
Ảnh ghi nhận từ STED với độ phân giải vượt trội so sánh với ảnh tương tự tạo ra từ kính hiển vi đồng tiêu huỳnh quang.

Kính hiển vi dập tắt cưỡng bức (Stimulated emission depletion microscopy, STED microscopy) là một phương pháp tạo ảnh hiển vi siêu phân giải, dựa trên kỹ thuật kính hiển vi đồng tiêu huỳnh quang với việc sử dụng hai xung ánh sáng laser với một xung kích thích phân tử phát quang, trong khi xung còn lại dập tắt trạng thái kích thích của phân tử phát quang bằng cách bắt nó phát xạ cưỡng bức. Cách thức này cho phép tạo ra hình ảnh siêu phân giải bằng cách vô hiệu hóa có chọn lọc các diện tích phát huỳnh quang, giảm thiểu diện tích chiếu sáng tại tiêu điểm, và do đó tăng cường độ phân giải, vượt qua giới hạn phân giải của các thiết bị sử dụng sóng ánh sáng.
STED được phát triển bởi Stefan W. Hell và Jan Wichmann vào năm 1994, và lần đầu tiên được chứng minh bằng thực nghiệm bởi Hell và Thomas Klar vào năm 1999 với độ phân giải 35 nm. Stefan Hell đã được trao giải Nobel Hóa học năm 2014 cho sự phát triển của thiết bị này. Trên thực tế, ý tưởng về STED đã được V.A. Okhonin (Viện Lý sinh, Viện Hàn lâm Khoa học Liên Xô, Chi nhánh Siberia, Krasnoyarsk) đưa ra từ năm 1986 với một phát minh sáng chế được đăng ký ở Liên Xô.  Khi xây dựng STED vào năm 1994, Hell và Wichmann đã hoàn toàn không biết tới bằng phát minh của Okhonin.

## Nguyên lý

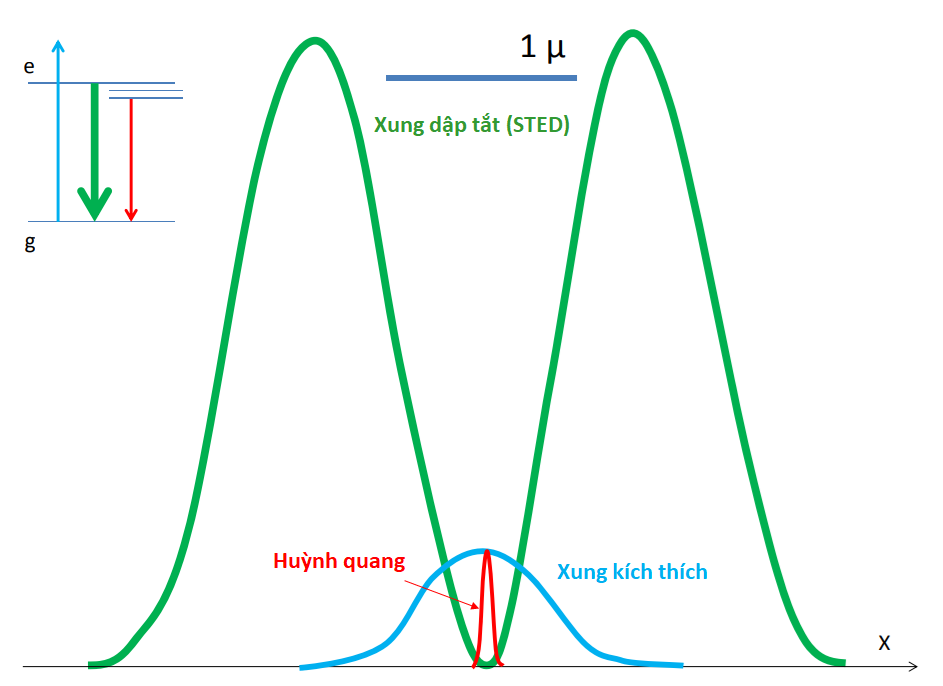
Nguyên lý STED: xung ánh sáng kích thước (màu xanh dương) tạo ra sự phát huỳnh quang với độ rộng lớn, và các huỳnh quang phát xung quanh sẽ bị dập tắt bởi một xung làm nghèo (màu xanh lá cây), do đó tạo ra một điểm phát huỳnh quang (màu đỏ) có độ rộng nhỏ hơn rất nhiều.

Trong các thiết bị hiển vi quang học sử dụng ánh sáng và thấu kính, độ phân giải của ảnh ghi nhận được bị giới hạn bởi giới hạn nhiễu xạ do Ernst Abbe xác định vào năm 1873:
{\displaystyle \mathrm {D} ={\frac {\lambda }{2n\sin {\alpha }}}={\frac {\lambda }{\mathrm {2NA} }}}
Trong đó, {\displaystyle \lambda } là bước sóng, {\displaystyle NA} là số khẩu độ được xác định bởi tích chiết suất của môi trường và sin của góc ánh sáng tới thấu kính ({\displaystyle \alpha }).
Các thiết bị kính hiển vi đồng tiêu quét huỳnh quang cũng không nằm ngoài giới hạn này khi ảnh tạo ra từ các ánh sáng huỳnh quang phát ra từ mẫu vật khi có ánh sáng kích thích cũng có tính chất này.
Để vượt qua giới hạn này, STED xử dụng hai xung ánh sáng (laser), với một xung (có bước sóng ngắn) sẽ kích thích mẫu vật, còn xung thứ hai (được làm chậm hơn xung đầu tiên một khoảng thời gian nhất định) sẽ có tác dụng dập tắt các cường độ phát xạ nền xung quanh điểm phát huỳnh quang, từ đó tạo ra một điểm phát huỳnh quang có kích thước nhỏ hơn.

## Quá trình vật lý trong thiết bị STED

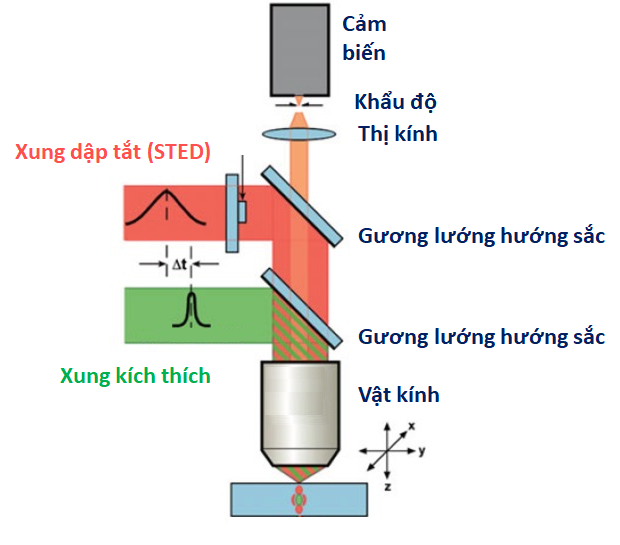
Mô hình nguyên lý thiết bị STED

Một thiết bị STED được xây dựng dựa trên kinh hiển vi đồng tiêu quét huỳnh quang, tức là dùng một chùm sáng laser có bước sóng ngắn quét trên mẫu vật và ghi nhận ánh sáng huỳnh quang phát ra từ mẫu (được nhuộm) để tạo ảnh. Điểm khác biệt lớn nhất so với kính hiển vi đồng tiêu huỳnh quang là sự có mặt của xung laser thứ hai (xung dập tắt - STED).
Xung STED có bước sóng dài hơn được đồng bộ với xung kích thích, tức là làm trễ pha so với xung kích thích, bằng một đĩa làm trễ pha. Xung thứ hai có tác dụng làm "đông cứng" các phân tử huỳnh quang (dập tắt sự phát xạ) ở rìa ngoài của chùm tia kích thích, ngoại trừ các phân tử nằm ở vùng trung tâm. Vì thế, kích thước khu vực phát huỳnh quang sẽ trở nên nhỏ hơn và tạo nên độ phân giải vượt qua giới hạn nhiễu xạ của Abbe.
Trong trường hợp này, giới hạn phân giải mới của thiết bị sẽ là giới hạn Abbe mở rộng:
{\displaystyle \mathrm {D} ={\frac {\lambda }{2n\sin {\alpha }{\sqrt {1+{\frac {I}{I_{\text{sat}}}}}}}}={\frac {\lambda }{\mathrm {2NA} {\sqrt {1+\sigma }}}}}
Trong đó, {\displaystyle I} là cường độ của hốc phát xạ quang học, {\displaystyle I_{sat}} là cường độ của bức xạ cưỡng bức, và tỉ số hai cường độ này {\displaystyle \sigma =I/I_{sat}} là hệ số bão hòa. Theo công thức này, giới hạn phân giải mới sẽ có độ lớn nhỏ hơn so với giới hạn nhiễu xạ Abbe.

## Ứng dụng
Với độ phân giải vượt trội so với các thiết bị hiển vi quang học truyền thống, STED là thiết bị được ứng dụng mạnh mẽ trong các nghiên cứu về y, sinh học, tương tự như việc sử dụng các kính hiển vi đồng tiêu huỳnh quang. Các thiết bị STED thương phẩm có thể cho độ phân giải xung quanh 50 nm.